# Гаррі Крірар
Гаррі Крірар (англ. Harry Crerar; нар. 28 квітня 1888 Гамільтон, Онтаріо — пом. 1 квітня 1965, Оттава) — канадський воєначальник, генерал Канадської армії, учасник Першої та Другої світових воєн.